# Schlichtmantel-Dickkopf

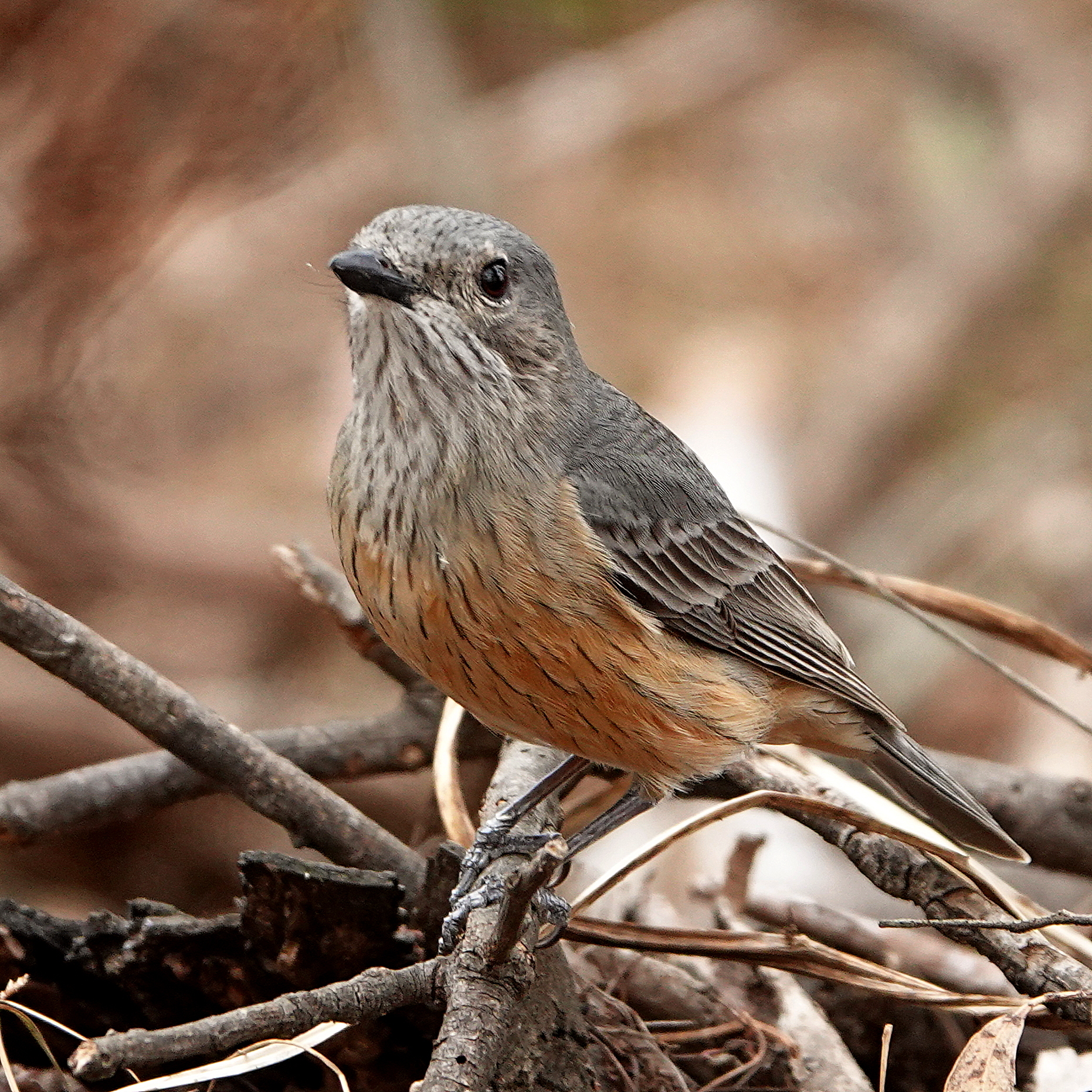
Weibchen

Der Schlichtmantel-Dickkopf  (Pachycephala rufiventris) ist ein in Australien und Neukaledonien vorkommender Singvogel aus der Familie der Dickköpfe (Pachycephalidae).

## Merkmale
Schlichtmantel-Dickköpfe erreichen eine Länge von 16 bis 18 Zentimetern und ein Gewicht von 20 bis 27 Gramm. Zwischen den Geschlechtern besteht bezüglich der Gefiederfarbe ein deutlicher Sexualdimorphismus. Die Männchen haben einen grauen Oberkopf. Die Oberseite sowie die Flügel und die Schwanzfedern sind ebenfalls grau. Das Gesicht, der seitliche Hals und die Brust sind schwarz. Die Kehle ist weiß, der Bauch rotbraun. Weibchen zeigen schwächer ausgebildete Zeichnungselemente als die Männchen. Sie sind auf der Oberseite grau, auf Kehle und Brust cremefarben und auf dem Bauch hell rötlich braun. Der Oberkopf sowie die gesamte Unterseite sind schwarz gestrichelt. Bezüglich der farblichen Intensität variieren die einzelnen Unterarten bei beiden Geschlechtern leicht.

## Ähnliche Arten
Die Männchen des Schlichtmantel-Dickkopfs sind aufgrund ihrer markanten Zeichnung unverwechselbar. Die Weibchen unterscheiden sich von ähnlich gefärbten Arten durch die gestrichelte Unterseite.

## Verbreitung, Unterarten und Lebensraum
Die Nominatform Pachycephala rufiventris rufiventris kommt in sämtlichen australischen Bundesstaaten verbreitet vor. In einigen Regionen des Northern Territory ist die Unterart  Pachycephala rufiventris falcata heimisch. Pachycephala rufiventris pallida kommt auf der Kap-York-Halbinsel und in Far North Queensland vor, Pachycephala rufiventris xanthetraea ist in Neukaledonien zu finden. Pachycephala rufiventris minor bewohnt  die Inseln Melville Island und Bathurst Island. Bevorzugter Lebensraum sind Eukalyptus- und Mangrovenwälder, in Neukaledonien auch offene Wälder, Savannengebiete und Gärten in Höhen bis zu 450 Meter.

## Lebensweise
Schlichtmantel-Dickköpfe ernähren sich von Wirbellosen, hauptsächlich Insekten sowie von Samen, Früchten und Blättern. Die Nahrung wird sowohl in niedriger Vegetation als auch in den Baumkronen gesucht. Der Gesang ist laut, vielfältig und setzt sich aus mehreren Phrasen mit unterschiedlichen Rhythmen zusammen. Die Phrasen werden bis zu 30 Mal wiederholt und werden von beiden Geschlechtern vorgetragen.
Die Art brütet in den Monaten Juli bis März. Es werden meist zwei, zuweilen auch drei Bruten durchgeführt. Das tassenförmige Nest wird aus trockenem Gras, Zweigen und Wurzeln, die mit Spinnenfäden verwebt werden, angelegt und mit weicher Vegetation  ausgekleidet. Das Nest hat einen Außendurchmesser von 7 bis 10 Zentimetern und wird innerhalb von zwei bis zehn Tagen vom Weibchen gebaut. Ein Gelege besteht typischerweise aus zwei oder drei Eiern und wird für 13 bis 16 Tage bebrütet. Die Eier haben eine olivbraune Farbe und sind dunkelbraun gesprenkelt. Beide Eltern füttern die Küken, die nach 10 bis 12 Tagen das Nest verlassen. Die Jungvögel werden dann noch bis zu acht Wochen von den Eltern versorgt.
Die Art wird zuweilen vom Blasskuckuck (Heteroscenes pallidus), Fächerschwanzkuckuck (Cacomantis flabelliformis) oder Rotschwanzkuckuck (Chalcites basalis) parasitiert. Fressfeinde sind Grauscheitelsäbler (Pomatostomus tempoealis), Jägerliest (Dacelo novaeguineae), Weißbürzel-Krähenstar (Strepera graculina) und Graubrust-Dickkopf (Colluricincla harmonica).

## Gefährdung
Obwohl die Bestände des Schlichtmantel-Dickkopfs in Australien in einigen Regionen im Rückgang begriffen sind, wird die Art von der Weltnaturschutzorganisation IUCN als „least concern = nicht gefährdet“ geführt. Im australischen Bereich ist die Art meist nicht selten, in Neukaledonien ziemlich häufig. Nur in einigen Gebieten Australiens ist sie aufgrund von Urbanisierung leicht zurückgegangen, in anderen Gebieten breitet sie sich hingegen aus.